# Ernst Ferdinand Colditz
Ernst Ferdinand Colditz (* 4. Mai 1812 in Dresden; † 1889 in Blasewitz) war ein deutscher evangelisch-lutherischer Pfarrer und Autor. 

## Leben und Wirken
Nach dem Besuch der Kreuzschule in Dresden, die er zu Michaelis 1830 verließ, und einer theologischen Ausbildung wurde Colditz 1850 Diakon in Altenberg (Erzgebirge). Als solcher war er an der 400-Jahr-Feier der Gründung der Stadt Altenberg 1858 durch Halten und Publikation einer Festpredigt aktiv beteiligt. Ab 1860 war er als Pfarrer in Rathendorf in der Ephorie Rochlitz tätig. In dieser Zeit arbeitete er auch mit dem Frauenverein in Geithain zusammen, dessen Arbeit er 1866 durch Überlassung der Einnahmen der Publikation einer Predigt förderte. 1879 wurde Colditz im Alter von 67 Jahren emeritiert.

## Publikationen (Auswahl)
- Wie der Herr mit den Seinen durch’s Feuer geht! Festpredigt zur 400jährigen Gedächtnißfeier der Gründung der Stadt Altenberg, am 11. Trin.-Sonnt. 1858. Zum Besten einer Stiftung für Wittwen und Waisen der Bergleute. Selbstverlag, Altenberg, 1858.
- Der Segen einer gottseligen Genügsamkeit. Predigt am 3. Trin.-Sonnt. 1866, zu Geithain gehalten. Zum Besten des dasigen Frauenvereins. 1866.